# Leucopogon atherolepis
Leucopogon atherolepis är en ljungväxtart som beskrevs av Stschegl. Leucopogon atherolepis ingår i släktet Leucopogon och familjen ljungväxter. Inga underarter finns listade i Catalogue of Life.